# Gary McKinnon
Gary McKinnon, škotski sistemski skrbnik in heker, * 10. februar 1966, Glasgow, Škotska, Združeno kraljestvo.
Najbolj znan je po svojem vdoru v računalniške sisteme Nase in Pentagon. Napad je bil kasneje označen za enega izmed največjih vojaških računalniških vdorov v zgodovini človeštva. Po desetih letih pravnih postopkov zoper McKinnona, natančneje 16. oktobra 2012, se je primer zaključil v Garyevo korist.

## Zgodnje življenje
Ko je bil star 6 let sta se, zaradi ločitve njegovih staršev, skupaj z materjo Janis Sharp preselila v London. Gary je dobil svoj prvi računalnik pri štirinajstih letih in se že takrat začel ukvarjati z razvijanjem programske opreme. Tri leta kasneje je pustil šolo in postal frizer, vendar so ga v zgodnjih 90-ih prijatelji prepričali, da se specializira na področju računalništva. Po uspešno dokončanem tečaju specializacije je začel opravljati pogodbena dela, kot sistemski administrator. Poleg računalnikov pa so bili njegova velika strast tudi NLP-ji. Zaradi filma WarGames iz leta 1983 je začel iskati dokaze o obstoju le-teh. Strast se je kmalu sprevrgla v obsedenost in McKinnon se je pridružil internetni skupini, imenovani The Disclosure Project. Odločil se je, da bo svoje računalniško znanje uporabil za vdor v vladne računalniške sisteme, saj je verjel, da so tam skriti dokazi o obstoju nezemljanov.

## Vdor med letoma 2001 in 2002
Iz stanovanja, ki je pripadalo teti njegove punce v Londonu, je med letoma 2001 in 2002 vdrl v 97 ameriških vojaških računalnikov v Pentagonu in NASI. Pod vzdevkom Solo je povzročil škodo, ki je bila kasneje ocenjena na 800.000 ameriških dolarjev. Preko programa Landsearch je pridobil dostop do najbolj tajnih dokumentov in si s tem omogočil dostop do ostalih shranjenih datotek na vseh napravah. Po 11. septembru 2001 je onesposobil pomembne sisteme in izbrisal popise orožja. S tem je povzročil nedelovanje 300 računalnikov v omrežju in zaustavil dostavo streliva ameriški vojski. Obtožen je bil tudi kopiranja datotek, uporabniških računov in gesel. Kot glavni razlog za te vdore je navedel svojo radovednost, željo po razkritju podatkov o vesoljskih ladjah. McKinnona so ujeli leta 2002 pri poskusu prenosa zrnate črno-bele slike, za katero je verjel, da prikazuje vesoljsko ladjo. Policija ga je zlahka izsledila, saj je za vdor uporabil svoj elektronski naslov. 19. marca 2002 je bil aretiran in novembra se je začelo sojenje. Dejanja ni nikoli zanikal, še poudaril je, da je prav zastrašujoče, kako slabo je poskrbljeno za varnost na državnem nivoju. Še več, ob vdoru je na namizjih puščal sporočilo: »Your security is really crap« (Vaša varnost je res zanič). Medtem ko je preiskoval visoko zmogljive računalniške sisteme, je njegovo življenje propadlo. Izgubil je službo, družino in kljub temu, da so mu prijatelji svetovali naj preneha z vdiranjem, tega ni storil. Njegovo vedenje je kazalo vse znake Aspergerjevega sindroma. To obliko avtizma so mu diagnosticirali leta 2008 in je bila ob sojenju izpostavljena kot olajševalna okoliščina.

## Sodni proces
Po aretaciji je bilo splošno mišljenje, da bo sojenje potekalo v Angliji. Pričakovana kazen je bila tri do štiri leta, vendar pa so postopki trajali kar 10 let. V tem času se je obtoženi Gary McKinnon pritožil na House of Lords in na Evropsko sodišče za človekove pravice, a obakrat neuspešno. Ena glavnih točk nesoglasja je bila v tem, ali se primer zaključi v Združenih državah Amerike, ali naj sojenje poteka v Združenem kraljestvu. McKinnon je bil prepričan, da v ZDA ne bo deležen pravičnega sojenja. Primer je bil v rokah Therese May, ki se je na podlagi njegovega zdravstvenega stanja oktobra 2010 odločila, da primer ne bo izročen naprej. Po desetih letih je bila končna odločitev sprejeta v prid McKinnonu

## Podporne skupine
Ko je za McKinnonov primer izvedela javnost, je marsikdo izrazil mnenje o nedolžnosti obtoženega, ker so dejali, da je njegovo dejanje posledica njegove bolezni in ne bi smelo biti obravnavano kot kaznivo dejanje. Posledično je nastalo veliko skupin, ki so podpirale McKinnona in vztrajale pri njegovi oprostitvi. Leta 2008 je bil načrtovan dobrodelni koncert, katerega glavna pobuda je bila, da se sojenje izvede v Združenem kraljestvu. Za nastop na koncertu se je javilo veliko slavnih glasbenikov, kot so Sting, Marillion, Trudie Styler, David Gilmour, Graham Nash in številni drugi.
Podjetnik Luke Heron se je celo javil, da bo v primeru izročitve ZDA poravnal vse stroške sojenja. Tudi mnogi mediji so izrazili svojo podporo, med njimi Daily Mail, in izvedli kampanjo proti McKinnonovi izročitvi.
Obtoženčeva mati, Janis Sharp je o primeru celo napisala knjigo z naslovom Saving Gary McKinnon: A mother´s story. V namen ozaveščanja o primeru je bila avgusta 2009 izdana tudi pesem »Chicago - Change the World« avtorja Davida Gilmourja. Po zaključeni desetletni sagi primera McKinnon, danes Gary ponuja osebne in cenovno dostopne storitve na področju optimizacije spletnih strani preko strani SmallSEO.co.uk. 